# Centro Canadense de Arquitetura
O Centro Canadense de Arquitetura (em francês: Centre Canadien d'Architecture; em inglês: Canadian Centre for Architecture) é um museu de arquitetura pesquisa em Montreal, Quebec, no Canada. Fundado em 1979 por Phyllis Lambert (membro da famosa família Bronfman), a sua missão é sensibilizar o público em geral sobre o papel da arquitetura na sociedade de hoje, promover a pesquisa nessa área e contribuir para a inovação na prática do desenho. Lambert também é presidente do Conselho de Curadores e Mirko Zardini, Diretor do Centro. Está localizado na rua Baile,1920, Montreal.

## História
O Centro Canadense de Arquitetura foi projetado pelo arquiteto Peter Rose Montrealers. Concluído em 1989, se juntou à Casa Shaughnessy, complexo construído por Thomas Shaughnessy. A Casa Shaughnessy foi completada por William Tutin Thomas, um arquiteto de Montreal, em 1876.
O centro recebeu o Prêmio de Honra de Arquitetura do Instituto Americano de Arquitetos e medalhas do Governador Geral em Arquitetura em 1992.
A maioria dos quartos da mansão foi restaurado ao seu estado original em 1874. O centro oferece passeios personalizados para grupos específicos e programas educativos para crianças.

## Fundos do museu
O centro tem vastas coleções de livros e objetos que mostram vários aspectos do ambiente de construção e certos aspectos do design industrial. Dentro das coleções gerais, tem coleções especiais, tais como as relativas aos jogos de arquitetura para crianças, exposições universais e arquitetos importantes como Ernest Cormier, Peter Eisenman, Erickson Arthur, John Hejduk, Cedric Price, Aldo Rossi, James Stirling e o artista Gordon Matta-Clark.
O centro realiza mostras regulares para pesquisa sobre questões temáticas, diferentes aspectos de suas coleções e hosts exposições itinerantes de outros museus. Ele também tem uma extensa biblioteca, uma sala de concertos, e um jardim bem planejado. O jardim de esculturas localizado no outro lado do René Lévesque Boulevard oferece uma escala cheia de fantasmas, como o andar inferior do fundo da mansão Shaughnessy, e uma variedade de esculturas modernistas ou edifícios que são desenvolvidos em torno do tema arquitetura.

O centro possui também uma Biblioteca de pesquisa, que é aberta ao público, mas somente com hora marcada. Ela comemorou seu vigésimo aniversário em 2009.